# Irene Condachi
Irene Condachi (1899. június 7. – 1970.) máltai orvos, egyike a két orvosnőnek, aki a szigeten praktizált a második világháború alatt. Egyike volt az iskolaorvosi szolgálat megalapítóinak, és neki tulajdonítják a rühösség megszüntetését a máltai oktatási intézményekben.

## Családja és fiatalkora
Irene Condachi Máltán született görög bevándorló családban. Apja, Constantino Condachi kereskedő volt. Görög ortodox hagyomány szerint nevelték, amely toleránsabb volt az otthonukon kívül dolgozó nőkkel szemben. 1916-ban elkezdte orvosi tanulmányait a Máltai Egyetemen, de egy év múlva felhagyott vele. Tíz évvel később orvosi diplomát szerzett a Nápolyi Egyetemen, majd folytatva tanulmányait, gyermekgyógyász szakorvosi végzettséget szerzett a Paviai Egyetemen.

## Pályafutása
Tanulmányai végeztével visszatért Máltára, ahol Joseph Ellul, a Máltai Egyetem szülész-nőgyógyász professzorának segédje lett Vallettában. 1938-ban az állami iskola tisztiorvosa lett, és Sliemában a Luzio utcában telepedett le. A második világháború során, mivel a férfiak bevonultak katonának, a nőkre több feladat hárult a sziget védelmében. Egy szemorvos és egy fogorvos kíséretében Condachi elkezdte az iskolaorvosi szolgálatot. Szállítóeszköz hiányában 1941–1942-ben gyalog vagy lovon látogatta a sziget iskoláit, hogy beoltsa és megvizsgálja a szigeten lakó több mint 20 000 gyermeket. Az ő feladat volt a rühösség kiküszöbölése az állami iskolákban; ehhez egy kőolaj-alapú kenőcsöt használt. Veszélyes körülmények között kellett dolgoznia, mivel 1941-ben az állami iskolákat kórházzá vagy menekültközponttá alakították. Amikor Qormiban az állami iskolában elhelyezett kórházat látogatta meg, az épületet bombatámadás érte, és Condachi, csapata, a menekültek és a diákok alig tudtak bemenekülni a lányiskola alatti óvóhelyre. A háború alatt összesen két orvosnő dolgozott a szigeten, az egyikük Condachi volt. Az Oktatási Minisztérium tisztiorvosaként 1959-ig dolgozott; akkoriban ő volt a legjobban fizetett nő a kormányzati alkalmazottak között.
Condachi 1970-ben hunyt el, és Málta szolgálatában végzett hosszú orvosi pályafutása miatt vált ismertté.

## Fordítás
Ez a szócikk részben vagy egészben  az   Irene Condachi című angol Wikipédia-szócikk ezen változatának fordításán alapul.  Az eredeti cikk szerkesztőit annak laptörténete sorolja fel. Ez a jelzés csupán a megfogalmazás eredetét és a szerzői jogokat jelzi, nem szolgál a cikkben szereplő információk forrásmegjelöléseként.